# 神奈川県道42号藤沢座間厚木線

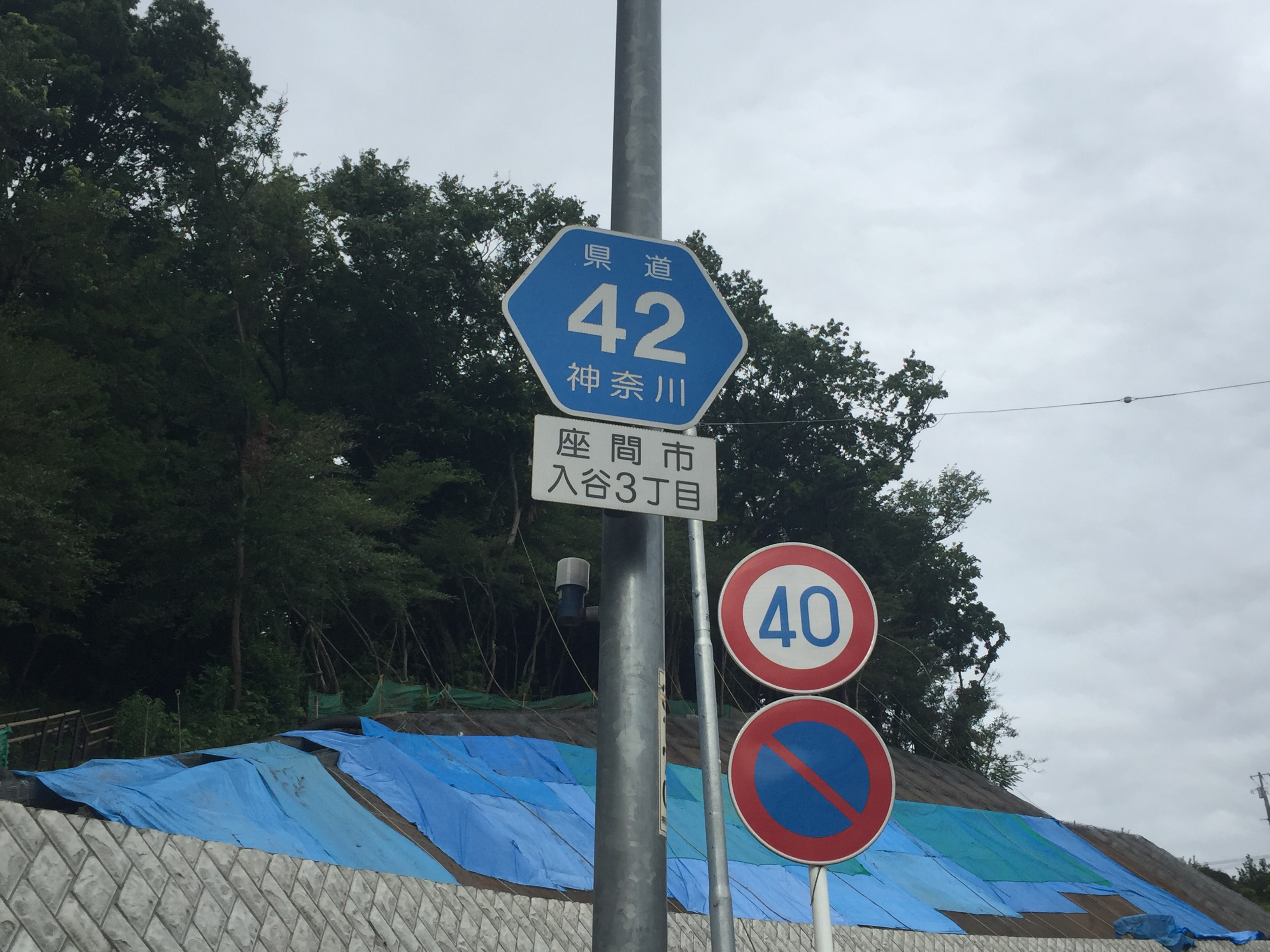
県道番号標示（座間市入谷）

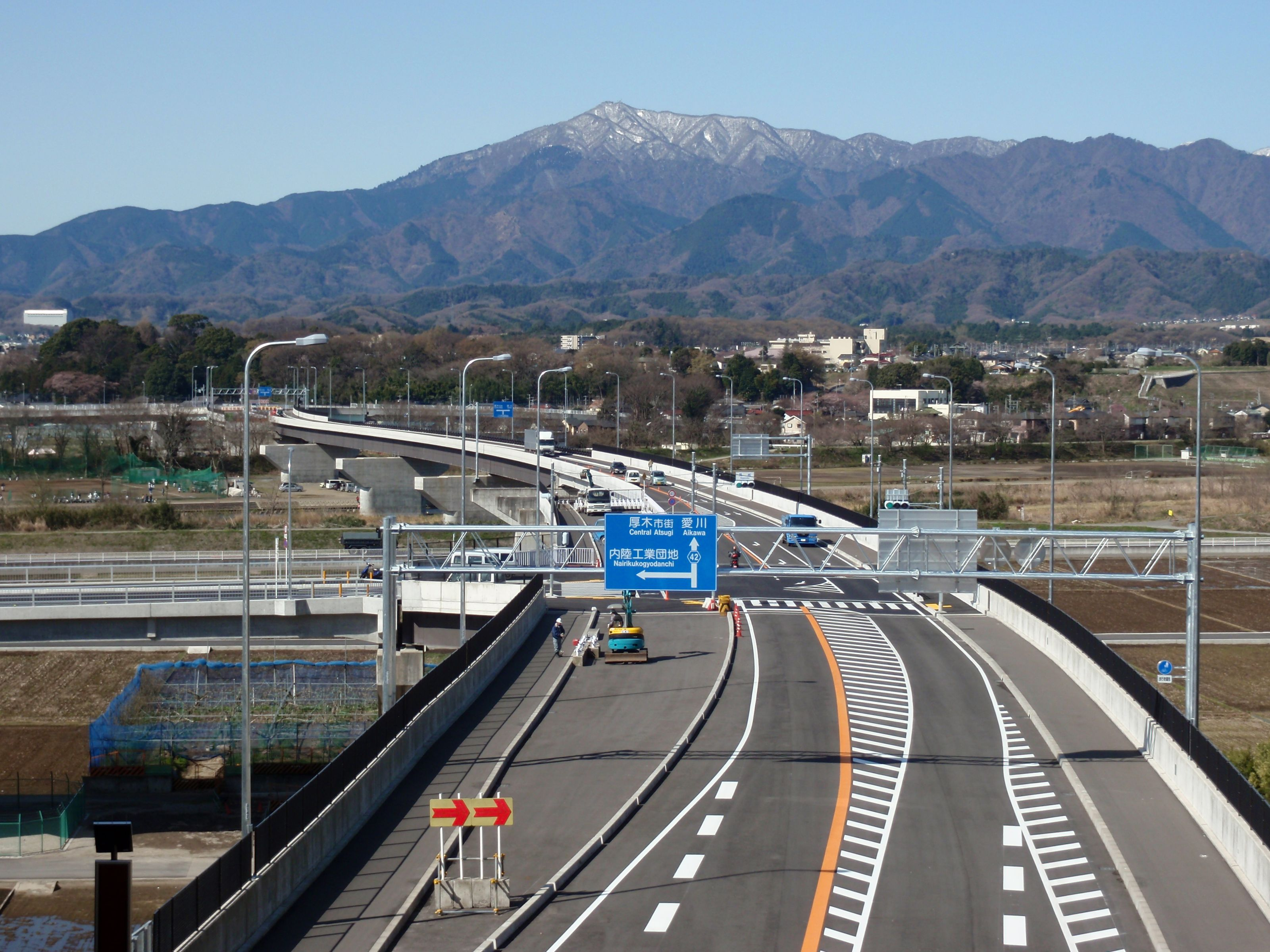
厚木市関口付近から終点方向を望む

神奈川県道42号藤沢座間厚木線（かながわけんどう42ごうふじさわざまあつぎせん）は、神奈川県藤沢市葛原を起点とし、綾瀬市、海老名市、および座間市を経由して終点の厚木市下荻野までを結ぶ延長17.2kmの県道（主要地方道）である。

## 概要
2010年（平成22年）3月25日、藤沢市都市計画道路藤沢厚木線（神奈川県道43号藤沢厚木線区間を含む）、及び綾瀬市都市計画道路寺尾上土棚線（県道40号から国道1号まで）が4車線で供用されたことに伴い、これまでの県道42号線（国道467号長後小学校入口交差点を起点として、長後駅入口、綾瀬小学校前を経由し、県道40号綾北小前交差点に至る）は、藤沢市道、綾瀬市道として移管された。
2010年（平成22年）3月28日に国道129号から先、都市計画道路 座間荻野線として、関口中央交差点から中三田陸橋上交差点までの延長部分1.1kmが暫定2車線で開通し、その後4車線化された。2025年現在、中三田陸橋から県道63号線・三田小学校入口交差点間の約1.17kmで延伸工事が進められており、2026年度開通予定。
神奈川県座間市南栗原から立野台にかけて新道と旧道が存在している。

### 路線データ
- 起点 神奈川県藤沢市葛原 新東山田交差点（神奈川県道22号横浜伊勢原線）
- 終点 神奈川県厚木市下荻野 三田小学校入口交差点（県道63号 相模原大磯線）
- 旧道は綾瀬方面より直進し、国道246号の高架下をくぐり、立野台三丁目三叉路で新道と合流する。
- 新道は綾瀬方面より左折し、栗原巡礼大橋を渡り「西原交差点」で国道246号と交差したのち、立野台三丁目三叉路で旧道と合流する。
- Google マップ（新道経由）
- Google マップ（旧道）

## 地理

### 通過する自治体
- 神奈川県
  - 藤沢市
  - 綾瀬市
  - 海老名市
  - 座間市
  - 厚木市

### 経路および交差する道路・鉄道路線・河川
- 神奈川県藤沢市
  - 神奈川県道22号横浜伊勢原線・神奈川県道43号藤沢厚木線「新東山田交差点」
- 神奈川県綾瀬市
  - 東海道新幹線（藤綾跨線橋）
  - 神奈川県道45号丸子中山茅ヶ崎線「早川交差点」（寺尾上土棚線）
  - 東名高速道路 綾瀬スマートインターチェンジ（寺小橋）
  - 神奈川県道40号横浜厚木線「寺尾台交差点」
  - 神奈川県道40号横浜厚木線「綾北小学校前交差点」
- 神奈川県海老名市
  - （交差する主要道路・鉄道路線・河川なし）
- 神奈川県座間市
  - 相鉄本線
  - 目久尻川（栗原巡礼大橋）
  - 国道246号「西原交差点」
  - 小田急小田原線
  - 神奈川県道407号杉久保座間線「星谷寺前交差点」
  - 神奈川県道51号町田厚木線「星の谷観音坂下交差点」
  - 神奈川県道46号相模原茅ヶ崎線・神奈川県道51号町田厚木線別線「座間二丁目交差点」
  - 神奈川県道46号相模原茅ヶ崎線・神奈川県道51号町田厚木線別線「座間下宿交差点」
  - 相模川（座架依橋）
- 神奈川県厚木市
  - 国道129号「関口中央交差点」
  - 中津川（中津川大橋）
  - 都市計画道路厚木バイパス線「中三田陸橋上交差点」
  - 県道63号 相模原大磯線 「三田小学校入口交差点」

### 重複区間
- 座間二丁目交差点 - 座間下宿交差点（神奈川県道46号相模原茅ヶ崎線・神奈川県道51号町田厚木線別線）
- 寺尾台交差点 - 綾北小前交差点（神奈川県道40号横浜厚木線）

## 都市計画道路寺尾上土棚線
都市計画道路寺尾上土棚線（てらおかみつちだなせん）とは、綾瀬市を南北に縦断し、綾瀬市役所や市民センター、病院が立ち並ぶ綾瀬市中心地域を縦貫し、綾瀬市内の北で東名高速道路と、南で東海道新幹線と交差している延長約5kmの道路である。主要幹線道路の一部として位置付けられていて、神奈川県が神奈川県道42号藤沢座間厚木線のバイパスとして整備された。
将来的には本道路を北伸させて大塚本町交差点に接続させる予定である。海老名市、座間市を通り国道246号に接続し、相模原市の橋本、そしてさがみ縦貫道（首都圏中央連絡自動車道）の相模原インターチェンジ方面まで延伸する。南方向へは藤沢市の国道1号から同市辻堂太平台の神奈川県道30号戸塚茅ヶ崎線まで延伸する。全通すると広域幹線道路としての役割が大きくなる。

### 概要
- 事業区間の県道横浜厚木線から都市計画道路早川本蓼川線までは、市内でも有数の交通量の多い区間であり、大型車混入率も高く、市役所などの公共施設を利用する市民にとっても交通渋滞による不便性や交通安全の面からも多くの問題が起こっている。このうち、東名高速道路を跨ぐ寺小橋（跨道橋）は、2003年（平成15年） - 2004年（平成16年）にかけて幅員が16.8mから都市計画幅員の22.8mに拡幅整備した。また、綾瀬市落合北地内の東海道新幹線を跨ぐ橋（藤綾跨線橋）も整備された。暫定で2車線で通れるようになっていたが、2008年（平成20年）3月25日に4車線で併用開始となった（藤沢市側も同時に併用開始）。これにより、国道1号から神奈川県道40号横浜厚木線まで4車線でつながった。その為交通量が増加傾向にある。また、県道の区域変更伴い、神奈川県道45号丸子中山茅ヶ崎線から藤沢市境までの区間は、神奈川県道42号藤沢座間厚木線になり、旧道は市道に降格した。

### 綾瀬市内の北伸計画問題
北伸予定の綾瀬市内の寺尾台交差点から大塚本町交差点までの区間の寺尾地区は住宅が密集しており、約100世帯もの住民が退去しなくてはならなく、さらには道路予定地上には小学校と幼稚園があり、地域分断、騒音等が問題視されている。ただし小学校は、この計画を踏まえた上で建設されている。
そもそもこの北伸計画は1969年（昭和44年）に都市計画が決定。それから約55年の年月が経過しており、また当初の計画より道幅を広げたことにより一部の周辺住民から批判の声が上がっている。
本計画が再び浮上したのは、前述の通り国道1号から神奈川県道40号横浜厚木線まで開通しており、更に利便性を向上させる目的がある。